# Jurassic Park: Operation Genesis
Jurassic Park: Operation Genesis (рус. Парк Юрского периода : Операция Генезис) — симулятор менеджера Парка Юрского периода, вышедший в 2003 году. Игра была выпущена по мотивам фильма Парк юрского периода. Игра вышла на трёх игровых платформах — PC (Windows), Xbox, Playstation 2.

## Игровой процесс
Суть игры состоит в создании Парка Юрского периода — строительство пятизвездочного тематического парка на острове с динозаврами. В парке игрок строит дороги, удобства для посетителей, таких как кафетерии и туалеты, а также корпуса и достопримечательности. Следует также следить за безопасностью парка. Например, хищники могут пробить ограждения и вырваться на свободу, попутно поедая травоядных динозавров и посетителей парка. Время от времени случаются бури и приходят торнадо, представляющие опасность и для людей, и для животных.
Парк может быть заполнен до 60 динозавров, состоящих из 25 различных видов. Кроме того, игрок может добавить достопримечательности, аналогичные тем, которые были в фильме, такие как сафари-тур, а также дополнительные — полет на воздушном шаре и смотровые площадки.
Также в игре можно проходить режим «Участок Б», в котором нужно создать остров, где обитают только динозавры и не присутствуют посетители. В этом режиме можно строить 8 инкубаторов,8 кормушек для хищников и травоядных, деревья (палео и простые), горы, озёра. В режиме нельзя строить станцию рейнджеров, удобства для посетителей, аттракционы, станцию уборщиков, дорожки, мусорные баки, фонтаны и скамейки. В данном режиме динозавры бродят на воле и могут пожирать друг друга. Например, если тираннозавр встретится с трицератопсом, то будет драка и трицератопс может победить ти-рекса.

## Создание динозавра
Чтобы создать особь, необходимо определённое количество ДНК-материала. 50 % достаточно, чтобы создать одно животное. Большее количество ДНК необходимо для того, чтобы отсрочить естественную смерть динозавра (количество ДНК не идёт в расчёт, если животное умирает от нападения другой особи). Чтобы получить образец ДНК, нужно отправить в лабораторию залежи янтаря или окаменелости. Чем качественнее образец, тем больше ДНК можно изъять. Образцы добываются посредством раскопок или же приобретаются на рынке ископаемых.

## Команда парка
На протяжении игры, члены команды посылают игроку сообщения с указаниями или списком проблем, которые придётся решить.
- Джон Хэммонд — исполнительный директор компании InGen и создатель парка Юрского периода. Он сообщает о статусе и рейтинге парка.
- Питер Ладлоу — финансовый директор компании. Он редко участвует в решении ежедневных проблем, связанных со строительством. От него приходят сообщения лишь в случае возникновения финансовых проблем или касающихся системы безопасности парка. Ладлоу может принять решение о закрытии вашего парка до тех пор, пока данные проблемы не будут решены.
- Доктор Алан Грант — всемирно-известный палеонтолог, главный наблюдатель в команде охотников за древностями. Он сообщает о новых находках и положении вещей в соответствующем секторе рынка.
- Доктор Генри Ву — ведущий генетик парка, создатель лаборатории клонирования компании InGen. Он сообщает о ископаемых находках, а также о янтарных находках и других исследовательских программах.
- Доктор Элли Сэттлер — менеджер парка. Занимается экологией и палеоботаникой. Следит за популяцией динозавров и информирует о здоровье особей, уровнях стресса или кончине.
- Рэй Арнольд — главный администратор и наблюдатель всех ежедневных задач в парке. Если у парка возникли повреждения, технические проблемы, или пострадали посетители, он информирует игрока.
- Роберт Малдун — ответственен за системы безопасности и возглавляет команду рейнджеров парка. Однако в отличие от других персонажей, сообщения игроку приходят не на его игровой почтовый адрес, а появляется иконка с портретом Малдуна в центре экрана и надписью Агрессивная особь (DINO RAMPAGE!). Также заведует сафари-турами и путешествиях на воздушном шаре.
- Джейн Пауэрс — PR-менеджер парка. Будет оповещать игрока о способах привлечения внимания посетителей к парку. Это единственный персонаж, который не появлялся ни в фильмах серии, ни в оригинальных романах.

## Посетители
В парк обычно приходит несколько типов людей:
- Основной поток — нет особых предпочтений в видах отдыха или их эксклюзивности.
- Искатели острых ощущений — увлекаются охотой, отдыхом на природе в экстремальных условиях. Таких посетителей бывает трудно впечатлить. Больше всего они любят наблюдать за хищниками.
- Любители развлечений — такой тип воспринимает парк как зоопарк с динозаврами, которые живут там очень счастливо. Считают, что все особи живут в мире и понимании.
- Любители динозавров — их труднее всего впечатлить, так как они достаточно много знают о жизни этих животных и хотят видеть динозавров в максимально реалистичной среде (даже если она воспроизведена специально для парка). Предпочитают чёткое разделение на периоды, в которых существовали разные виды животных.

Если посетителям что-то не нравится (парк показался им недостаточно реалистичным, они увидели мало динозавров, или динозавры показались им скучными), они могут пожаловаться Джей Пауэрс. Жалобы посетителей негативно сказываются на рейтинге парка. Чтобы добиться успеха (повысить рейтинг и заработать денег), крайне желательно предлагать разным типажам посетителей разные виды развлечений, которые придутся по душе именно им.

## Виды динозавров

### Крупные хищники
- Тираннозавр — крупный североамериканский хищник. Самый высокий из плотоядных в парке. Обладает сильными челюстями — все фильмы, символ серии «Парк Юрского периода».
- Спинозавр — крупный земноводный хищник, самый длинный из плотоядных в парке. Имеет спинной парус. Крокодилообразный динозавр — Парк юрского периода 3.
- Аллозавр — самый ранний и маленький крупный хищник в парке — нет ни в каком из фильмов.
- Акрокантозавр — самый причудливый крупный хищник. Имеет ряд шипов на спине, и яркий окрас — нет в ни в каком из фильмов.
- Кархародонтозавр — ранний хищник мелового периода — не появляется ни в одном из фильмов.

### Крупные травоядные
- Брахиозавр — самый крупный динозавр в парке — «Парк Юрского периода» и «Парк юрского периода III».
- Эдмонтозавр — самый крупный гадрозавр в парке — нет в никаком из фильмов.
- Уранозавр — гадрозавр с спинным парусом — нет в никаком из фильмов.
- Коритозавр — гадрозавр с кожным наростом — «Парк юрского периода III».
- Торозавр — самый спокойный цератопс в парке — «Парк юрского периода III».
- Камаразавр — самый малый завропод в парке — нет в никаком из фильмов.
- Паразауролоф — гадрозавр с гребнем на голове — «Парк Юрского периода: Затерянный мир» и «Парк юрского периода III».
- Анкилозавр — бронированный динозавр с гигантским наростом на хвосте — «Парк юрского периода III» и «Мир юрского периода».
- Трицератопс — самый буйный травоядный в парке — «Парк Юрского периода».
- Стегозавр — имеет ряд пластин на спине и четыре метровых шипа на хвосте — «Парк юрского периода: Затерянный мир».

### Малые хищники
- Велоцираптор — хищник с гигантскими когтями на «ногах» — все фильмы, но внешний вид заимствован (в первом и во втором фильме на самом деле дейноних), скорее, из Парка юрского периода 3.
- Дилофозавр — хищник который в игре и фильме намного меньше, чем в реальной жизни. Плюётся ядом — Парк Юрского периода.
- Альбертозавр — родственник тираннозавра — нет в никаком из фильмов.
- Цератозавр — имеет рог на носу и два надбровных гребня — Парк Юрского периода 3.

### Малые травоядные
- Дриозавр — страусоподобный динозавр — нет в никаком из фильмов.
- Гомалоцефал — динозавр с плоским «шлемом». Родствен пахицефалозавру, держится рядом с ним — нет в никаком из фильмов.
- Кентрозавр — малый стегозаврид. Имеет несколько шипов на хвосте — нет в никаком из фильмов.
- Пахицефалозавр — динозавр с выпуклым «шлемом» — Парк юрского периода 2: Затерянный мир.
- Галлимимус — страусоподобный динозавр — Парк Юрского периода.
- Стиракозавр — самый маленький рогатый динозавр в парке — нет в никаком из фильмов.

### «Воскрешённые» животные из фильма, которых нет в игре
- Компсогнат
- Птеранодон
- Мамэньсизавр

### Планировавшиеся динозавры
- Алиорам
- Апатозавр
- Барионикс
- Дейноних
- Диплодоки
- Игуанодон
- Майазавр
- Орнитомим
- Паноплозавр
- Тенонтозавр
- Тесцелозавр
- Вуэрозавр
- Янхуанозавр

## Оценки
| Сводный рейтинг    | Сводный рейтинг | Сводный рейтинг | Сводный рейтинг |
| Издание            | Оценка          | Оценка          | Оценка          |
| Издание            | PC              | PS2             | Xbox            |
| ------------------ | --------------- | --------------- | --------------- |
| GameRankings       | 72,81 %         | 74,54 %         | 70,87 %         |
| Metacritic         | 72/100          | 75/100          | 69/100          |
| Иноязычные издания |                 |                 |                 |
| Издание            | Оценка          | Оценка          | Оценка          |
| Издание            | PC              | PS2             | Xbox            |
| 1UP.com            | B+              | A               | B+              |
| GameSpot           | 7.2             | 7.0             | 7.0             |
| IGN                |                 | 5.9             | 5.9             |